# Uracentron azureum
Uracentron azureum är en ödleart som beskrevs av Carl von Linné 1758. Uracentron azureum ingår i släktet Uracentron och familjen Tropiduridae. Inga underarter finns listade i Catalogue of Life.
Arten förekommer i regionen Guyana i norra Sydamerika samt i angränsande områden av Venezuela, Colombia och norra Brasilien. Honor lägger ägg.